# Comic Con Paris
Ne doit pas être confondu avec Comic-Con.
Comic Con Paris, anciennement nommé Kultima en 2007 et 2008 puis Comic Con' de 2009 à 2014, est un festival français multiculturel sur l’imaginaire et la pop culture.

## Histoire
Le festival est créé en 2007 sous le nom de Kultima. C’est un festival français multiculturel sur l’imaginaire, la bande dessinée, les comics, la fantasy, la science-fiction, les séries télévisées, etc. Il se déroula pour la première fois au parc des expositions de Paris-Nord Villepinte en novembre 2007. Il s’agit d’un salon créé par les organisateurs du festival Japan Expo.
Il accueillit lors de sa première édition, coorganisée en même temps que le festival Chibi Japan Expo, 18 000 visiteurs.
En 2009, le nom Kultima est abandonné. Le salon se renomme alors Comic Con' sur le modèle du Comic-Con, salon américain précurseur dans la culture du comics et de la science-fiction.

## Éditions

### 2007
- Intitulé : Kultima

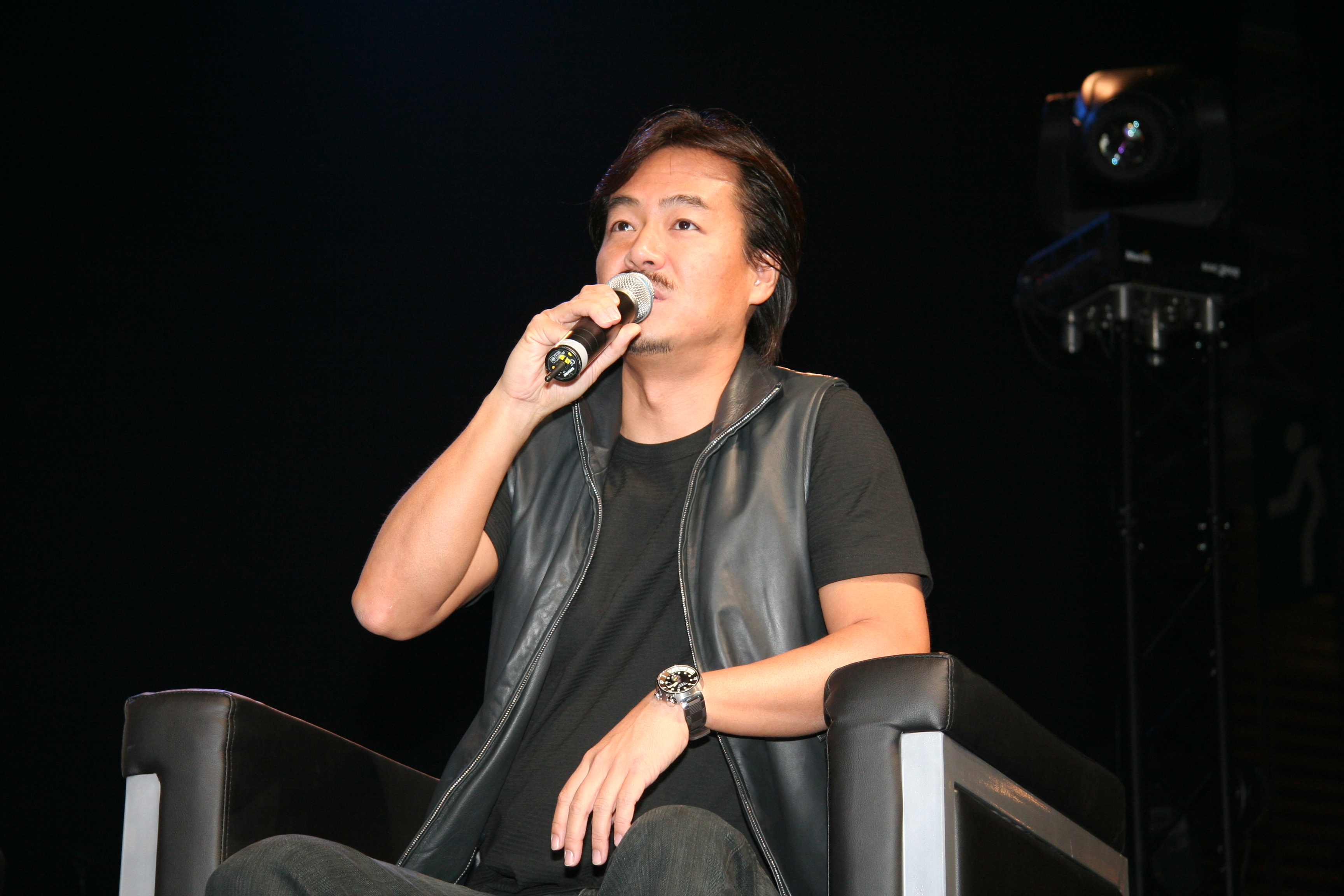
Hironobu Sakaguchi en Conférence en 2007.

- Dates et lieu : du 2 au 4 novembre 2007 au parc des expositions de Paris-Nord Villepinte[2]
- Visiteurs[3] : 18 000
- Superficie[4] : 10 000 m2
- Invités[5] :
  - Auteurs et illustrateurs : Aurore, Jenny, Patricia Lyfoung, Patrick Sobral, Philippe Cardona, Florence Torta, Reno, Moonkey, Alex Nikolavitch, Audrey Diallo, Camilo et Julien Blondel, Kalon, LordShion, Mika, Nick Meylaender, Shaos, Kaze et Shonen, Zerriouh et Michel Woui, Arleston, Bessadi, Kara, Labourot, Mourier, Nhieu, Tarquin, Pellet, Alessandro Barbucci, Barbara Canepa, Claudio Acciari, Matteo De Longis, Riff Reb’s, Chan, Anike Hage, Boulet, Stan Sakai
  - Jeux vidéo : Hironobu Sakaguchi, Hironobu Takeshita, Masachika Kawata, Minae Matsukawa

### 2008

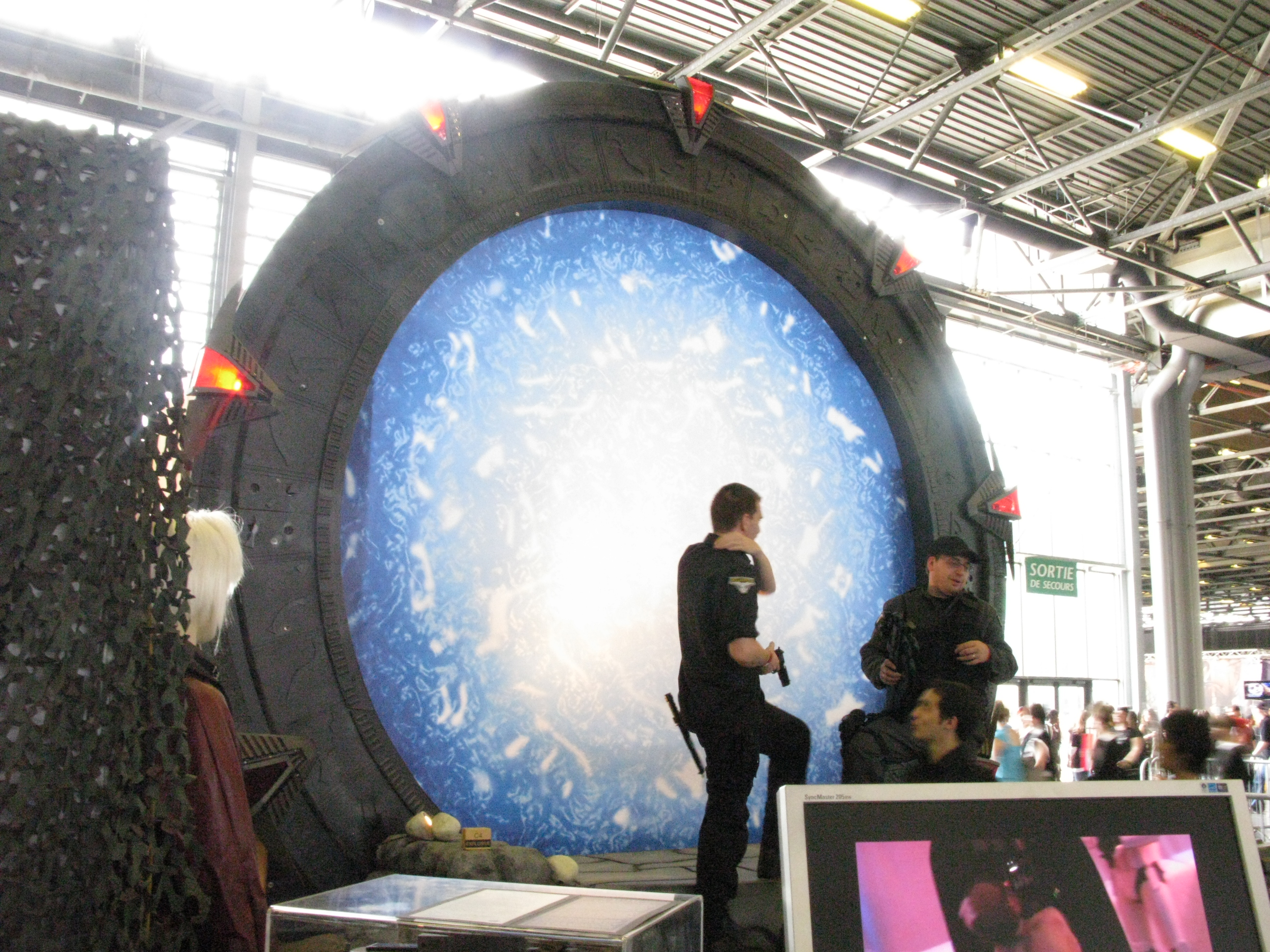
Porte des étoiles en 2008.

- Intitulé : Kultima (cité Comic Con' France Saison 0 sur le site officiel)
- Dates et lieu : du 3 au 6 juillet 2008 au parc des expositions de Paris-Nord Villepinte
- Visiteurs[6] : 134 467
- Invités[7] :
  - Auteurs et illustrateurs : Jean Giraud - Moebius, Pen of Chaos, Les Humanoïdes Associés (Alexandro Jodorowsky, François Boucq, Beltran), Soleil Prod (Ludo Lullabi, Bessadi, Chan, Grelin, Kara, Mitric, Nhieu, Pellet, Ung Sorya et Soryane, Barbara Canepa, Looky, Matteo de Longis, Rafchan, Valente), Delcourt (Patrick Sobral, Patricia Lyfoung, Philippe Ogaki, Hub, Jenny, Algésiras, Jean David Morvan, Fafah Togorah, Yishan Li, Alexis), Ankama Editions (Ancestral Z, Gilles Aris, Run, Yuki & Kaji, Florent Maudoux, Foya, Souillon), Pika Editions (Boris Lambert, Miya, Reno, Moonkey), Colexia (Johann Bodin, Hélène Dieumegard, Eric Scala, Alain Brion), Shogun (Shonen, Alex Nikolavitch, Audrey Diallo, Célimon, Dune, Esteban Mathieu, Edmond Tourriol, Irons.D, Janina Görrissen, Julien Blondel, Kalon, Kaze, Klem, Lord Shion, Lylian, Marie Tho, Matthieu Gibé, Michael Nau, Mika, Nicolas Meylander, Niko, Shaos, Shina, Virak), Kami (Philippe Cardona, Florence Torta, Tadjah Chonville, Ben & Richard, Saïd Sassine, Noë, Nini, Zébé), Casterman (Caroline Picard, Christine Adam, Bastien Vivès, Cha, Guillaume Singelin, Jean Luc Bizien, Viravong), Dargaud/Kana (Bengal, Man, Alice PICARD, Vanyda, Nauriel, Mathieu Mariolle, Mircea Arapu, Pop, Elsa Brants, François Cortegianni), Glénat (Boulet, J.M. Ken Niimura), Paquet (Otram), Editions Muffins (Emilie Lepers, Charlie Audern, Aline Brunell, Eden Misty), Bragelonne (Sarah Ash, Laurent Genefort, Mélanie Fazi, Stéphane Collignon, Patrice Louinet)
  - Jeux vidéo : Hiroshi Matsuyama, Shôgo Kimura, Tommy Tallarico, Jack Wall, Kô Takeuchi, Hironori Ishigami, Shinichiro Tomie, Kunimi Kawamura, Pouchain
  - Comics : Alan Davis, Mark Farmer, Phil Winslade, James Hodgkins, ComicVerse (Frankel, Geoff, Guillaume Prevost, Rémi Dousset, Soul, Alain Marmet, Tiphaine Mourmant, Rémi Bastie)

### 2009
- Intitulé : Comic Con' Paris Saison 1

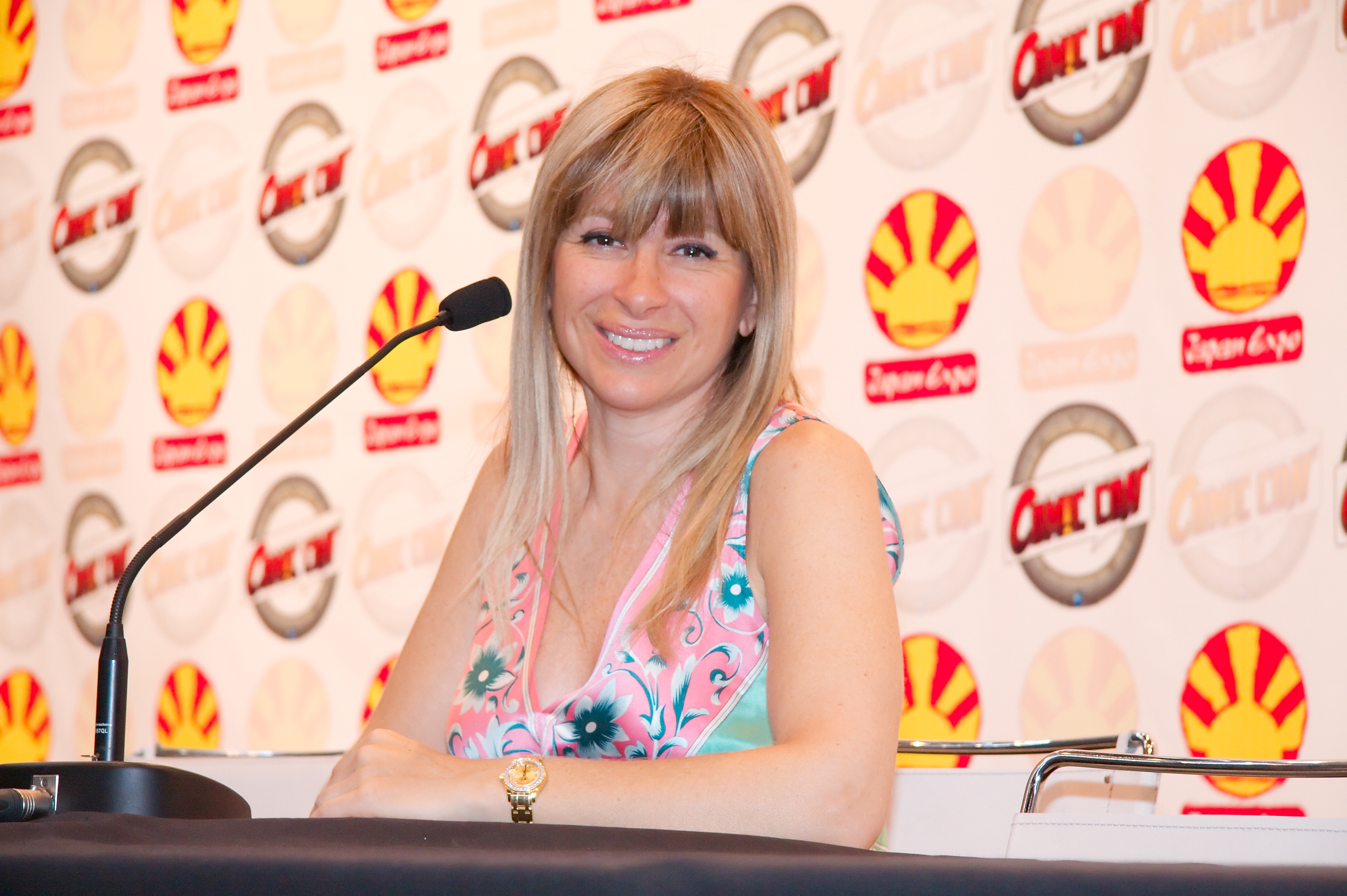
Sophie Audouin-Mamikonian en conférence en 2009.

- Dates et lieu : du 2 au 5 juillet 2009 au parc des expositions de Paris-Nord Villepinte
- Visiteurs[8] : 165 501
- Invités[9] :
  - Séries : Jamie Bamber, Kandyse McClure, Dominique Mézerette
  - Comics : Phil Winslade, James Hodgkins
  - Auteurs et illustrateurs : Sophie Audouin-Mamikonian, Chris Bradford, Farence Corp., Emmanuel Roulet, Les Humanoïdes (Shupak, Esteban Mathieu, Iron's D, Izu, Karos, Nikolavitch, Shonen, Klem, Audrey Diallo, S. Célimon, Kalon)
  - Artists Alley : Patrick Sobral, Frankel, Fab'Art, Guile, Soul, Cyril Haddad, Bruneau Martineau, Geoff, Rémi Dousset, Guillaume Prévost, Florence Torta, Philippe Cardona, Vinz El Tabanas, Ismael Ba, Roland Di Costanzo
  - Jeux vidéo : Masachika Kawata, Kentaro Noguchi, Akitoshi Kawazu, Kazuyuki Kurashima, Hirakin

### 2010
- Intitulé : Comic Con' Paris Saison 2

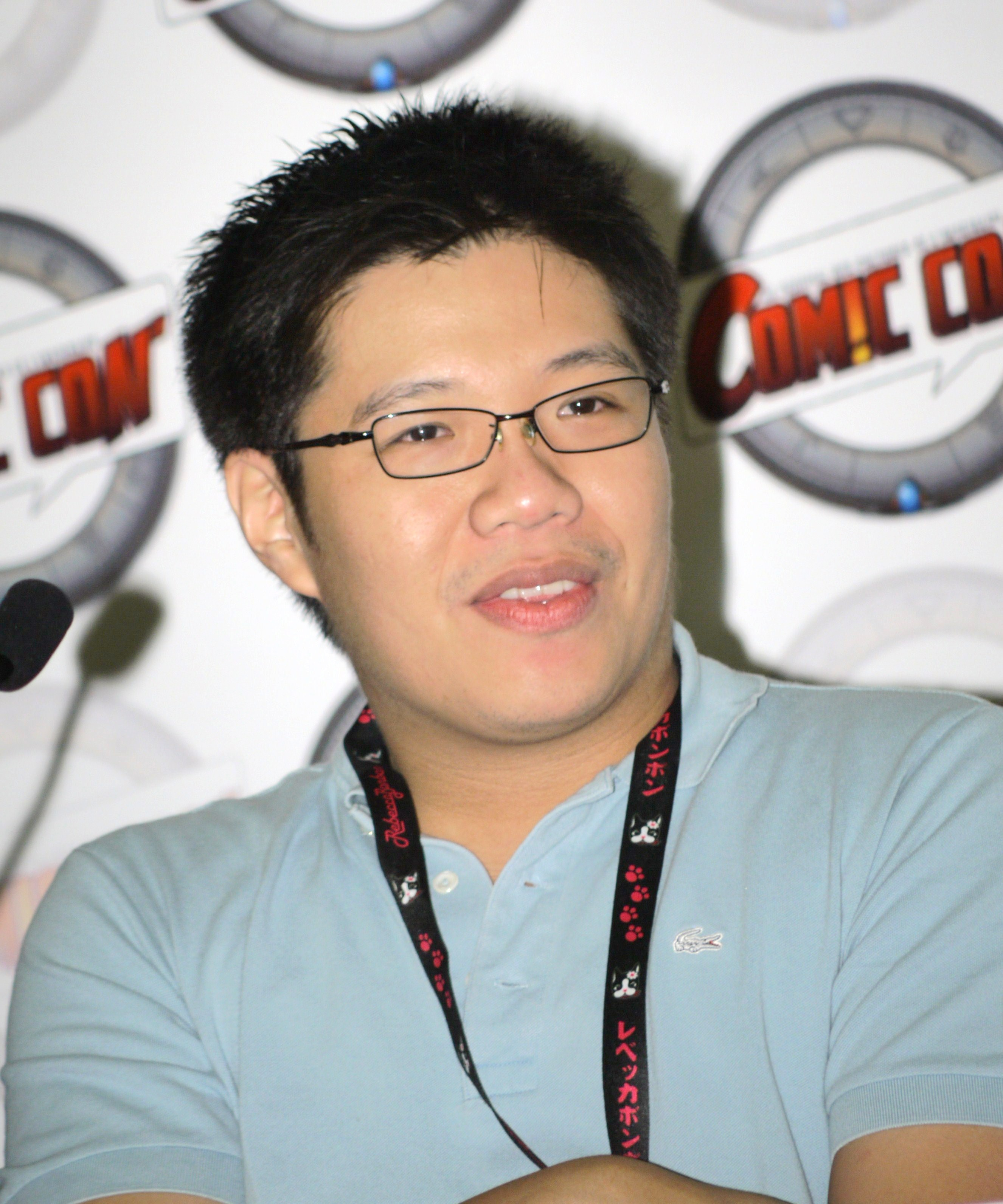
Leinil Francis Yu en 2010.

- Dates et lieu : du 1er au 4 juillet 2010 au parc des expositions de Paris-Nord Villepinte
- Visiteurs[10] : 173 680
- Invités[11] :
  - Comics et BD : Jean-Claude Mézières, Pierre Christin, Florent Maudoux, Dara, Raf, Maliki, Ancestral Z, Mark Brooks, Leinil Francis Yu, David Lloyd, Frank Quitely, Jim Mahfood, Mike Huddleston, Gabriele Dell'Otto, C. B. Cebulski, Pasqual Ferry, Carlos Pacheco, Philippe Briones
  - Artists Alley : Jérôme Dabos, Rémi Dousset, Winz El Tabanas, Fab’Art, Frankel, Geoffo, Alain Marmet, Bruno Martineau, Tiphaine Mourmant, Roro, André Vaz
  - Séries : Adrian Paul, Peter Wingfield, Elizabeth Gracen, Jim Byrnes, David Abramowitz, Angel Coulby, Katie McGrath, Simon Astier, Lionnel Astier, Agnès Boury, Josée Drevon, Étienne Fague, Arnaud Joyet, Erik Gerken, Sébastien Lalanne, Alban Lenoir, Philippe Noël, François Podetti, Aurore Pourteyron, Hubert Saint-Macary, Arnaud Tsamere, Gérard Darier, Christian Bujeau, Patrick Vo, Christophe Arnulf, Claire Alexandrakis, Aude Blanchard, Olivier Peru, Étienne Forget, Nicolas Garnier, Morgan Salaud Dalibert
  - Littérature : Sophie Audouin-Mamikonian
  - Jeux vidéo : Hideo Kojima, Noriyuki Iwadare, Hiromichi Tanaka, Dave Cox, Naoki Maeda, Marcus
  - Web : Noob, Nerdz, Le Visiteur du futur, Hello Geekette, Gnome Syndrome, Wipitta, Nous ne sommes pas des saints

### 2011
- Intitulé : Comic Con' Paris Saison 3

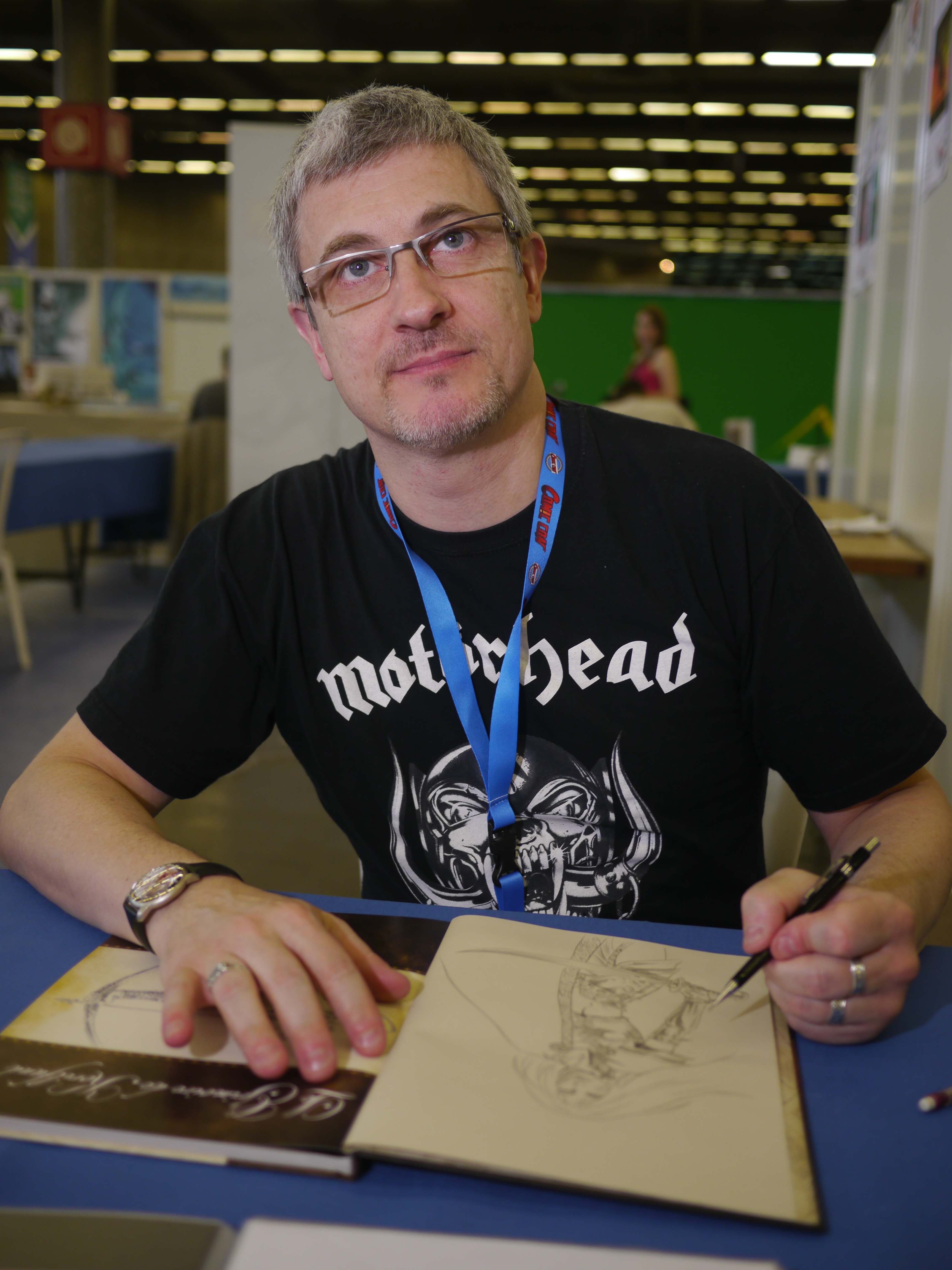
Michel Borderie en 2011.

- Dates et lieu : du 30 juin au 3 juillet 2011 au parc des expositions de Paris-Nord Villepinte
- Visiteurs[12] : 192 000
- Invités[13] :
  - Comics et BD : David Aja, Brian Azzarello, Lee Bermejo, Michel Borderie, Philippe Briones, Nei Ruffino, J. Scott Campbell, Geof Darrow, Rufus Dayglo, Pasqual Ferry, Adi Granov, Renato Guedes, Julien Hugonnard-Bert, Salvador Larroca, Steve McNiven, Stéphane Roux, Bruno Bellamy, Aleksi Briclot, Benjamin Carré, Jeon Geuk-jin, Park Jin-hwan
  - Séries : Simon Astier, Gale Anne Hurd, Bradley James, Julian Jones, Katie McGrath, Steven Moffat, Colin Morgan
  - Web : Flander's Company, Nerdz, Noob, Safelight 19, Le Visiteur du futur
  - Auteurs et illustrateurs : Alexandre Bustillo, Alexandre Dainche, Nicolas Debandt, Alexis Flamand, Job, John Lang, Julien Maury, Yume Duo

### 2012
- Intitulé : Comic Con' Paris Saison 4

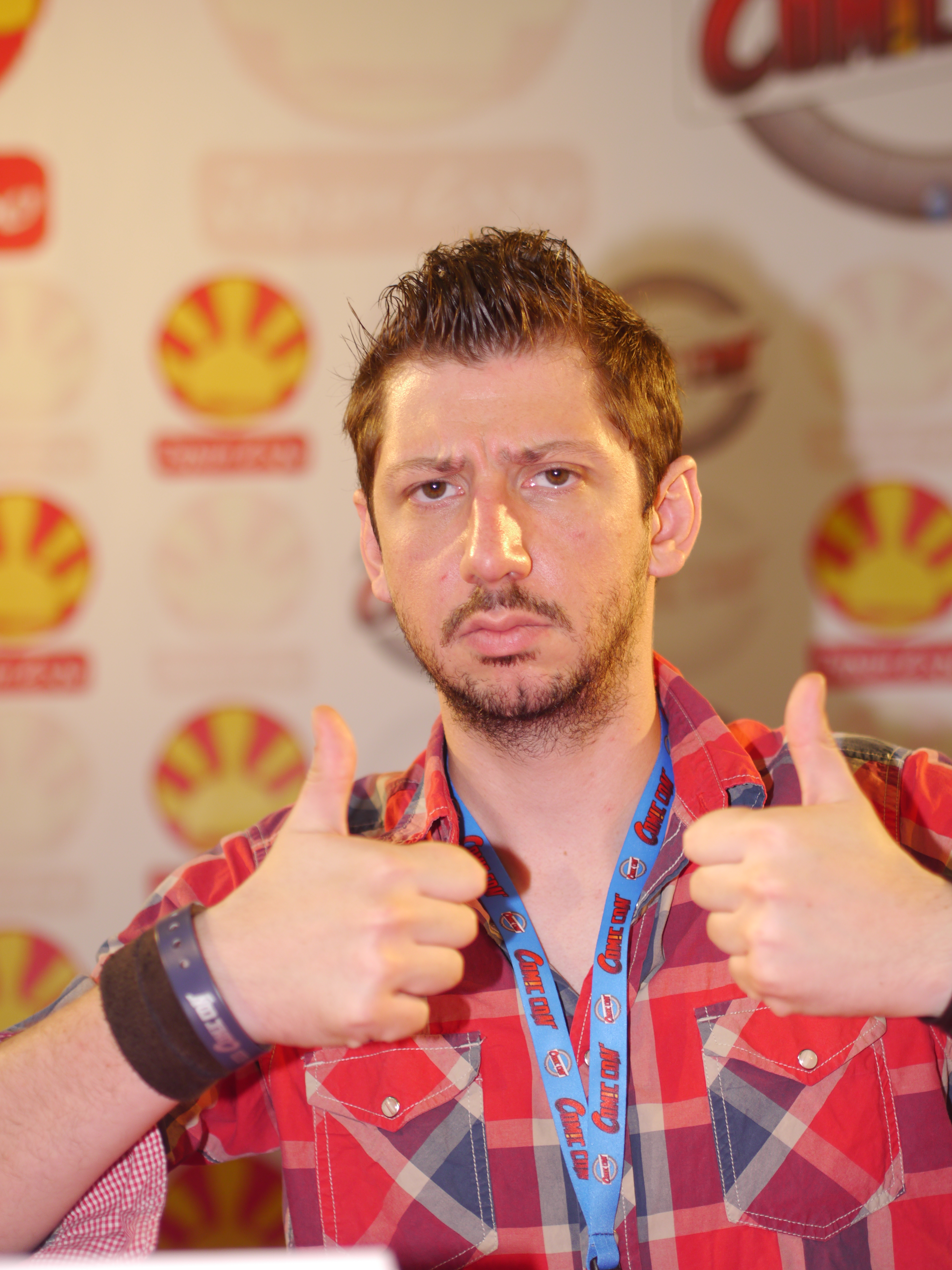
Monsieur Poulpe en 2012.

- Dates et lieu : du 5 au 8 juillet 2012 au parc des expositions de Paris-Nord Villepinte
- Visiteurs[14] : 219 614
- Invités[15] :
  - Comics et BD : Rafael Albuquerque, Alex Alice, Fabiano Ambu, Mahmud Asrar, Guillaume Bresch, Ian Churchill, Tony S. Daniel, Philippe Delaby, Stephen Desberg, Jean Dufaux, Anthony Dugenest, Vinz El Tabanas, Kevin Enhart, Fed.M, Nacho Fernandez, Fabrice Gagos, Maxime Garbarini, Geoffo, Christophe et Rodolphe Hoyas, Julien Hugonnard-Bert, Job, Jonat, Kade & Tir, Céline Landressie, Estelle Leduc, Enrico Marini, Mast, Romano Molenaar, Jorge Molina, Yanick Paquette, Ivan Reis, Marco Santucci, Sinath, Miguel Zuleta
  - Séries : Alexandre Astier, Robert Buckley, Stephen Colletti, Kevin Eastman, Emun Elliott, Tyler Hoechlin, Rich Magallanes, Katie McGrath, Austin Nichols, Mark Schwahn, Christopher Smith
  - Jeux vidéo et Web : Joe Madureira, Flander’s Company, Joueur du Grenier, Marcus, Naheulband, Noob, Le Visiteur du futur
  - Littérature : Alexandre Dainche, Nicolas Debandt, Marc-Antoine Fardin, Alexis Flamand, Kate Mosse, Sébastien Péguin, Magali Villeneuve

### 2013
- Intitulé : Comic Con' Paris Saison 5

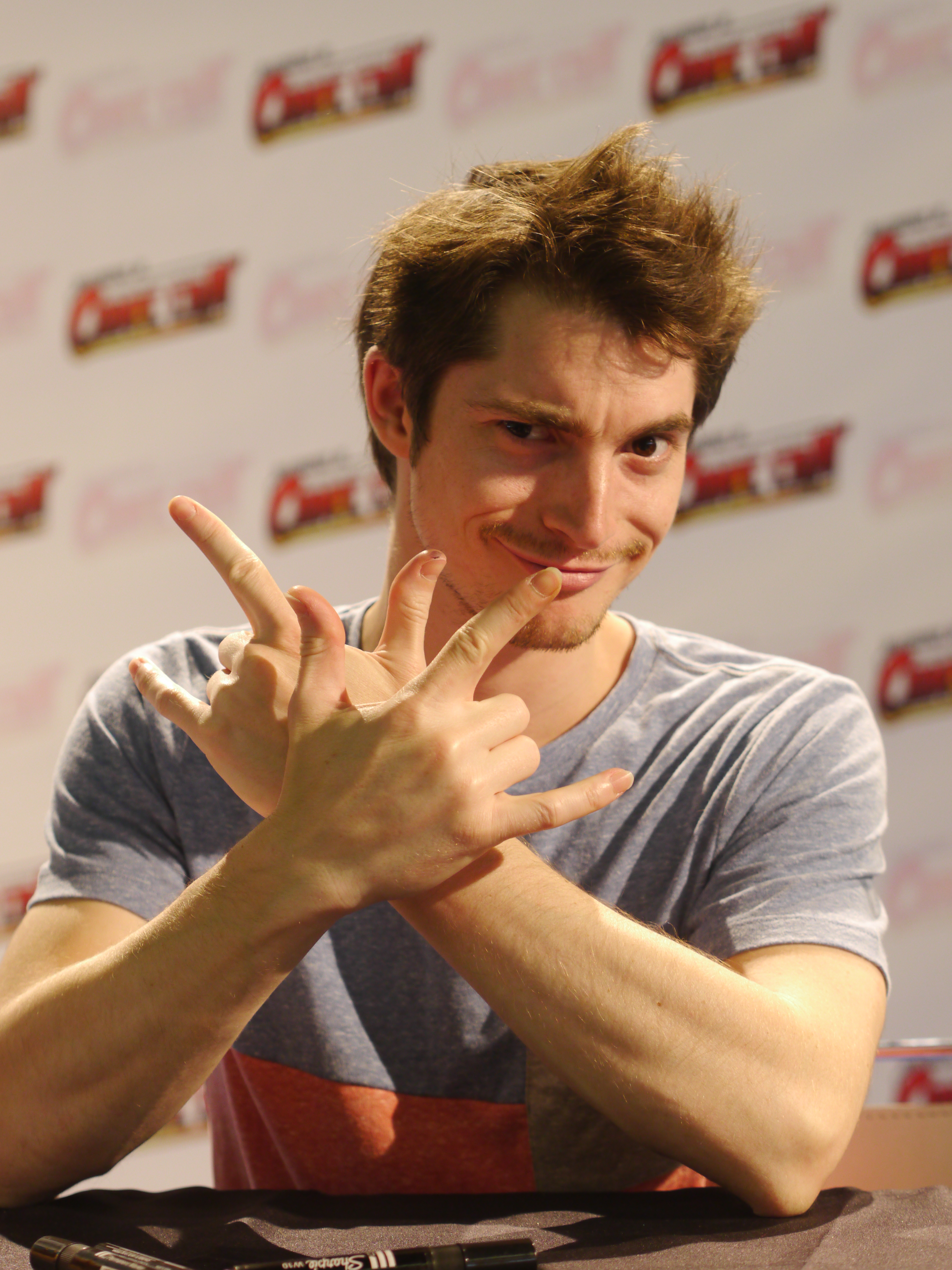
Le Visiteur du Futur en 2013.

- Dates et lieu : du 4 au 7 juillet 2013 au parc des expositions de Paris-Nord Villepinte
- Visiteurs[16] : 232 876
- Invités[17],[18] :
  - Comics et BD : Dargaud (Louri Jigounov, Alcante, Philippe Berthet, Laurent-Frédéric Bollée, François Boucq, Éric Corbeyran, Steve Cuzor, Richard Guérineau, Éric Henninot et Fabien Nury), Peter Snejbjerg, Mr Garcin, Soleil (Daniele Vessella, Beatrice Penco Sechi, Florence Torta, Philippe Cardona, Jean David Morvan, Nicolas Keramidas, Kara, Matteo De Longis, Fabien Fournier), Bryan Wetstein
  - Artists’ Alley : David Finch, Romano Molenaar, Barry Kitson, Marco Santucci, Rafa Sandoval, Mike Deodato Jr., Dustin Weaver, Pascal Alixe, Mauro Antonini, Michel Borderie, Anthony Dugenest, Kevin Enhart, Federico Ferniani, Fetish Ginkgo, Fabrice Gagos, Geoffo & Mast, Eric Godeau, Mathieu Guibe, Gyal, Christophe Hoyas, Rodolphe Hoyas, Julien Hugonnard-Bert, Delfine Kanashii, Iyane Kane, Estelle Leduc, Louis, Jean-Luc Marcastel, Michael Marmin, Mestr'Tom, Thierry Mornet, Ntocha, Didier Poli, Robin Recht, Marco Santucci, Sinath, Virginie Siveton, K. Suminska, Ronan Toulhoat, Vinz El Tabanas, Jean-Mathias Xavier
  - Séries : Mark Gatiss, Simon Astier
  - Littérature : R.A. Salvatore
  - Jeux vidéo : Aleksi Briclot

### 2014
Cette année la Comic-Con n'a pas lieu en juillet au parc des expositions de Paris-Nord Villepinte, selon le souhait des organisateurs de dissocier la Comic-Con de la Japan Expo, pour ainsi de plus définir la convention que comme un simple à-côté de cette dernière et surtout lui permettre de prendre l'ampleur (les dernières années les deux conventions étaient de tailles égales).

### 2015
- Intitulé : Comic Con Paris 2015

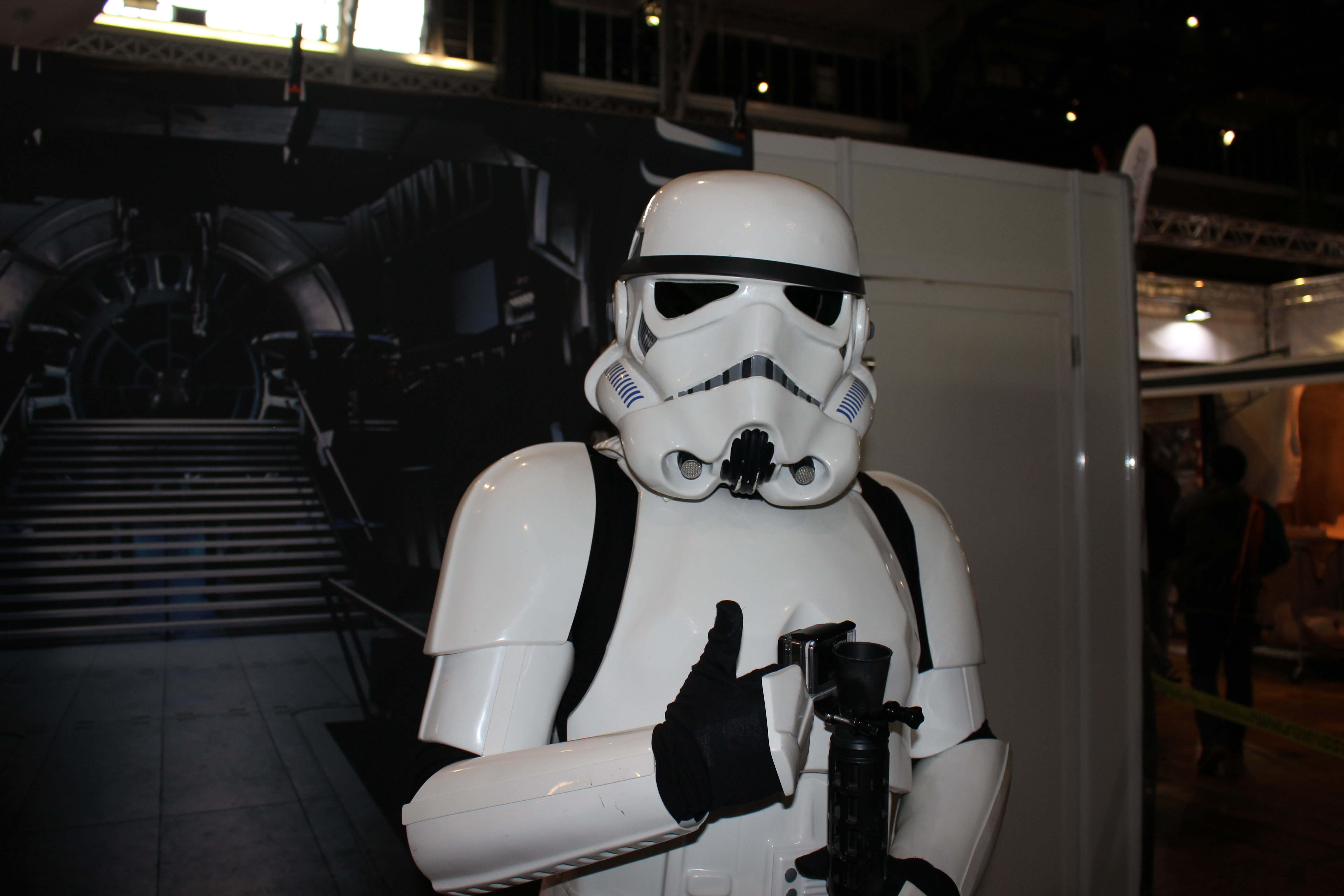
Un cosplayeur en 2015.

- Dates et lieu : 23 au 25 octobre 2015 à la Grande Halle de la Villette
- Visiteurs[20] : plus de 30 000
- Superficie : plus de 10 000 m2
- Nombre d'exposants[21] : 65
- Invités[22] :
  - Web : Aaram Anis, Hardisk, Jaymax, Mademoiselle Gloria, Mar Vell, Noob, Sundy Jules, Terry, Tonio Life, Albertolli Sandra, Bassaget Joel, Bonnet Aline, Buissetet Samuel, Burgot Arnaud, Camaly Fabien, Cayrol Antoine, Chanat Noël,Duan Brice, Ferraro Chantal, Godest Olivier, Gordy Théo, Lamond Anthony, Mahfoudhi Shiraz, Mairie Virginie, Mantovani Kévin, Moreau Laurent, Nerd French, Rey Manon, Richard Nadia, Sahel Jeremu, Saurel Frederic
  - Jeux vidéo : Cuongster, Will2pac, Kyd Jesper, Natividad Angela, Tixier Romain
  - Artist Alley : Djiguito, Geoffo, Guile, Junkie Brewster, Koan, Lily's Factory, Little-Ginkgo, Mega-Low-Comix.com, Ntocha, SnailCorp, Soul, Tony Rhodes Gunair, Ullcer, Bessadi Bruno, Billard Josselin, Bounabi Mehdi, Bourguet Guillaume, Colon de Franciosi Thibault, Conner Amanda, Cordeiro Evangelista, Darrow Geof, Hermant Arnaud, Hugonnard-Bert Julien, Kitson Barry, Lankry Jon, Mourier Davy, Nido Julien, Noveir Arian, Palmiotti Jimmy, Poirier Bass, Purushothaman Michel, Ropers Stéphanie, Roux Stephane, Saber Hassan, Sapolsky Fabrice, Shart Jim, Siveton Virginie, Stone TeeNa, Tucci Billy, Van Elslande Eric, Vandaële Philippe, Wetstein Bryan, Wilson Colin
  - Cosplay : Les Armures Fantastiques, Lexi Farron Strife, Lynn Amie, Nguyen-Cenalmor Carmen
  - Cinéma et séries : Ashmore Shawn, Attal Alain, ATTAL DOUGLAS, Balfour Eric, Benudis Frédéric, Bocquelet, Bronner Gérald, Delva Anais, Girod Patrice, Leterrier Louis, Mann Jeff, Marsters James, Paillon Marjorie, Roure Philippe, Sanson Charlotte, Sarrio David, Sauperamaniane Radja, Serra Eric, Furrer Grégoire
  - Comics : Azzarello Brian, Charretier Elsa, Colinet Pierrick, Debandt Nicolas, Deconnick Kelly Sue, Delplancq Romain, Denis Emile, Fraction Matt, Frissen Jerry, Guedj Philippe, Henrichon Niko, Lolli Matteo, Lubrano Guillaume, Luce Renan, Miguel Jorge, Miller Frank, Miller Oren, Py John Ethan, Randolph Khary, Reger Rob, Rivat Feldrik, Sfar Joann, Sécher Valentin

### 2016
- Intitulé : Comic Con Paris 2016
- Dates et lieu : 21 au 23 octobre 2016 à la Grande Halle de la Villette
- Visiteurs[23] : près de 32 000
- Superficie : plus de 18 000 m2
- Nombre d'exposants : 90
- Invités[24] :
  - Entertainment : Thomas Astruc, Yacine Belhousse, Olivier Bériot, Katie Cassidy, Arthur De Pins, François Descraques, Sylvain Despretz, Eliza Dusku, Jean-Luc François, Eric Gandois, Michel Hazanavicius, Baptiste Lecaplain, Christophe Lemaire, Thomas Ngijol, Gilles Penso, Lorne Peterson, Alexandre Poncet, Dominic Purcell, Karole Rocher, Rebecca Romijn, Cole Sanchez, Marc Simonetti, William Simpson, Hughes Tissandier, Thomas VDB
  - Web : Luc baghadoust, Raoul Barbet, Jean-Luc Cano, Jigme, Les Chroniques de Mar Vell, Let's Talk About Movies, Tonio LIFE, PV Nova, Shoot the Brain, Waxx
  - Cosplay : Stéphanie Maslansky, LeeAnna Vamp, Ann Folley
  - Comics : Oscar Emile Arcane, Joe Benitez, Bruno Bessadi, B.T.-1989, Marco Checchetto, Pierre Christin, Mirko Colak, Nicolas Debandt, Romain Delplancq, Emile Denis, Desty, Brenden Fletcher, Jerry Frissen, Kieron Gillen, Pierre-Denis Goux, Trevor Hairsine, Chad Hardin, Niko Henrichon, David Illustrateur, Alberto Jiménez Albuquerque, Igor Kordey, Erik Larsen, David Lopez, Carita Lupattelli, Eric Malterre, Shawn Martinbrought, Jamie McKelvie, Jean-Claude Mézières, Oren Miller, Jean-Yves Mitton, Terry Moore, Tony Moore, Cécile Morvan, Davy Mourier, Greg Pak, Jean-Pierre Pecau, Sébastien Péguin, Morade Rahni, Benjamin Read, Roznarho, Philippe Scoffoni, Valentin Sécher, Alexis Sentenac, Jung Shan, Alex Sinclair, Kan Stone, Steven Style, Suisei, Saverio Tenuta, Marcus To, Chris Wildgoose, Colin Wilson

### 2017
- Intitulé : Comic Con Paris 2017
- Dates et lieu : 27 au 29 octobre 2017 à la Grande Halle de la Villette
- Visiteurs[25] : plus de 30 000
- Invités[26],[27],[28],[29] :
  - Comics : Stéphanie Hans, Brian Michael Bendis, Don Rosa, Jim Cheung, Tim Sale, Neil Edwards, Rebekah Isaacs, Georges Jeanty, Elena Casagrande, Max Sarin, CAFU, Doug Braithwaite, Fred Van Lente, Pere Pérez, Joe Benitez, Josh Dysart, Dave Johnson, Matteo Scalera, Emanuela Lupacchino, Dobbs, Nicolas Bonnefoy, Andry Rajoelina, Raphaëlle, Thibaud Villanova, Thomas Olivri, Patrice Girod, Bunka, Elsa Charretier, Daniele Di Nicuolo, Pierrick Colinet, Mathieu Salvia, Thomas Day, Aurélien Police, Ian Bertram, Peter J. Tomasi, Djet, Jacopo Camagni, Javier Garron, JL Mast, Philippe Briones
  - Entertainment : Julie Benz, Austin Nichols, Finn Jones, Marie, Riki Lecotey, Chris Donio, Joe Johnston, Glyn Dillon
  - Séries : Finn Wolfhard, Gaten Matarazzo, Caleb McLaughlin, Claudia Tagbo, Finn Jones, Austin Nichols, Stanislav Ianevski, Hugh Mitchell, Julie Benz, Joe Johnston, Poppy Drayton, Serinda Swan, Josh Herdman, Richard Sammel, Jamie Bamber, Grégory Fitoussi

### 2018
- Intitulé : Comic Con Paris 2018
- Dates et lieu : 26 au 28 octobre 2018 à la Grande Halle de la Villette
- Visiteurs : environ 30 000
- Superficie : 18 000 m2
- Nombre d'exposants : 140
- Invités[30] : 
  - Cinéma et séries : Shannen Doherty, Dean Cain, Jenna Coleman, Summer Glau, Ricky Whittle, Stefan Kapicic, Orlando Jones, Stand Armoire Geek (Josh Herdman, Larry Franco, Amanda Lawrence, Adrian Rawlins, Predrag Pedja Bjelac, Miltos Yerolemou), Peter Ramsey, Bob Persichetti, Rodney Rothman, Baptiste Lecaplain, William Coryn, Philippe Lacheau, Benoît Allemane, Le Mago (Julien Escalas), Skript (Xavier Gens)
  - Comics : Frank Miller, Andy Kubert, Neal Adams, Dan Jurgens, Gail Simone, Mahmud Asrar, Lee Garbett, Brian Stelfreeze, Charles Soule, Terry Dodson, Tsukasa Hojo, Olivier Coipel, John Ethan Py, Romain Delplancq, Yann Bécu, Nicolas Debandt, David Bry, Galaad, Jody Leheup, Sebastian Girner, Nil Vendrell, Salva Espin, Andrea Broccardo, David Lloyd, Mirko Colak, Andrei Bressan, Bruno Bessadi, Joe Pruett, Barry Kitson, Trevor Hairsine, Pat Masioni, Mico Suayan, Clayton Henry, Roland Boschi, Thierry Mornet, Aleksi Briclot, David Honnorat, JL Mast, Julien Hugonnard-Bert, Ludo D. Rodriguez, MR. Garcin, Geoffo, Joëlle Jones, Freddie E. Williams II, Colin Wilson, Stefano Gaudiano, Brian Haberlin, David Hine, Jean-Marc Lainé, Lazy Company, François Descraques, David Mourrier, Guillaume Prevost, Nikho, Thomas Olivri, Tomás Giorello, Adrien Mangold, Ahonen JP, Benitez et Stegerwald, Nykko Bannister, Germain et Waxx, Petrimaux, Paitreau et Simpson, Petrossi, Adam Heargreaves, Thibaud Villanova
  - Cosplay : Alodia Gosiengfiao, Eulynn Colette Hufkie, Capjux, Lily On The Moon, Han Jones, Jill Grayson, Arlek1
  - Web : Frigiel, Siphano, Le Commis des Comics, Mar Vell, Alkor, Mathieu Zecchini, Arnaud Benjamin, Pierre Zecchini, Pierre-André Grasseler, Johanna Fournier, Serwan Melk, Florian Beaume, Pierre-Alain de Garrigues, Ellimacs SFX

### 2019
- Intitulé : Comic Con Paris 2019
- Dates et lieu : 25 au 27 octobre 2019 à la Grande Halle de la Villette
- Visiteurs[31] : près de 35 000
- Superficie : 22 000 m2
- Nombre d'exposants : 170
- Invités[32] :
  - Cinéma et séries : Karen Gillan, Patrick Stewart, Gustaf Skarsgård, Callan Mulvey, Amy Acker, Ross Marquand, Ryan Meinerding, Wendell Pierce, Shohreh Aghdashloo, Dominique Tipper, Steven Strait, Isa Briones, Michelle Hurd, Evan Evagora, Santiago Cabrera, Pio Marmaï, Vimala Pons, Benoît Poelvoorde, Leïla Bekhti, Swann Arlaud, Douglas Attal
  - Comics : Roy Thomas, Jim Starlin, Chris Claremont, Daniel Acuña, Aleksi Briclot, Donny Cates, Olivier Coipel, Pia Guerra, Jeremy Haun, Mikel Janin, Jorge Jimenez, Rick Leonardi, David López, Laura Martin, Álvaro Martínez, JL Mast, Jorge Molina, Bruno Redondo, Lee Bermejo, Daniel Sampere, Tom Taylor, Mirka Andolfo, Brian Azzarello, Bannister, Bruno Bessadi, Roland Boschi, CAFU, Giuseppe Camuncoli, Zander Cannon, Fernando Dagnino, Joshua Dysart, Mathieu Gabella, Lee Garbett, Joe Henderson, Francesco Manna, Pat Masioni, Nykko, Pere Pérez, Stéphane Perger, Francis Portela, Jim Zub
  - Auteurs et illustrateurs : Lelo Jimmy Batista, Yann Bécu, David Bry, Alain Carrazé, François Cau, Nicolas Debandt, Guillaume Delalande, Romain Delplancq, Laurent Durieux, Marc Duveau, Maroin Eluasti, Julien Escalas, David Fakrikian, Fausto Fasulo, Xavier Fournier, Marc Frachet, Alice Gallori, David Honnorat, Nicolas Keramidas, Laurent Laget, Jean-Marc Lainé, Adrien Mangold, Issa Maoihibou, Stefano Martino, Marion Miclet, Oren Miller, Romain Nigita, Patrick Poivey, John Ethan Py, Matthieu Rostac, Odile Schmitt, William Simpson, Thibaud Villanova, Jérôme Wicky
  - Web et cosplay : Lindsay Elyse, Lunneth, Christopher Hargadon, Annet Blue Wolf, Le Commis des Comics

### 2020
Le festival est annulé à cause de la crise du Covid-19.

## Identité visuelle (logo)

Logo Kultima de 2007 à 2008.
Logo de la Comic Con' France en 2009.
Logo de Comic Con' Paris en 2013.
Logo de la Comic Con Paris en 2015.
Logo Comic Con paris depuis 2018.